# Simul8
SIMUL8（シミュレート）は、SIMUL8社が提供する、離散系シミュレーションソフトウェア。生産、製造、物流、サービス提供といったシステムの計画、設計、最適化、リエンジニアリングなどに利用できる。SIMUL8を使用することで、実際の条件、許容量、故障率、シフトパターンなど、様々な要因を考慮したコンピューターモデルを作成することが可能。作成したモデルを通じて、仮想環境で現実のプロセスをテストすることができる。具体的には、システムの稼働や負荷のシミュレーション、システムのパフォーマンスに影響を与えるパラメータの変更、極限負荷テストの実行、解決策の検証・最適化など。特に「コスト」「時間」「在庫」に関連した問題の解決に有効である。
SIMUL8では、動的な離散系シミュレーションとエージェントベースシミュレーションを活用することで、設計・最適化された生産システムの機能を、具体的かつ明確に検証することができる。シミュレーション結果としては、生産システムのパフォーマンスパラメータやメトリクスの値、統計データなど、客観的で信頼性のあるデータが得られる。

## モデル構築
SIMUL8のモデル構築は、基本的にプログラミングや統計データを使わず、画面上にモデル図を描くことで行う。しかし、Visual Basicとの双方向インターフェースが実装されているため、グラフィカルインターフェースだけでは対応できない高度なモデル機能も作成可能である。また、SIMUL8にはVisual Logicと呼ばれる、シミュレーション処理に最適化された独自のプログラミング言語が用意されており、これを使うことでシミュレーションの詳細なロジックを実装することができる。さらに、SIMUL8ではMicrosoft Access、Excel、Visioなど他のソフトウェアパッケージとの連携も容易に行うことができる。XMLやOLEオートメーションもサポートされており、外部データソースとの連携や、内部データを他のシステムにエクスポートすることも可能。また、SQLを使用したデータベースとの通信も可能である。
SIMUL8では、プロセスマイニングインポート機能を使ってシミュレーションモデルを自動的に構築することも可能である。この機能は、データのトランザクションログを取り込み、それに基づいてプロセス・シミュレーションの構造とルールを動的に構築するものである。

## SIMUL8の構成要素
SIMUL8でのシミュレーションは、ワークアイテムの処理を中心に展開される。ワークアイテムは、スタートポイントからシステムに投入され、アクティビティを通過したり、一時的にキューに置かれたりといった処理を経て、エンドポイントから排出される。また、アクティビティでは、ワークアイテムを処理するために必要な人員や設備などをリソースとして設定することができる。これらのオブジェクト同士はワークフローを使って接続することが可能である。以上がSIMUL8の基本的な構成要素となっている。
| 構成要素一覧                    | 説明 |
| ------------------------------- | --- |
| ワークアイテム                  | システム内を移動する物理的または論理的なオブジェクトをモデル化したもの。システムに投入されたワークアイテムは、アクティビティの通過や、リソースの使用などを経て、最終的にはシステムから排出される。客、製品、文書などがワークアイテムに該当する。 |
| スタートポイント (ワークイン)   | システムへのワークアイテムの投入を表すオブジェクト。客の到着や製品の生成など。 |
| アクティビティ (ワークセンター) | ワークアイテムが通過する処理をモデル化したオブジェクト。 |
| キュー (ワークストック)         | ワークアイテムの蓄積をモデル化したオブジェクト。通常、アクティビティの前に置き、リソース不足などによって発生するワークアイテムの待ち行列を表す。                                                                                                 |
| エンドポイント (ワークアウト)   | システムからのワークアイテムの排出を表すオブジェクト。注文の完了、客の退店など。 |
| リソース                        | アクティビティで使用される作業員、材料、生産手段などのキャパシティを表すオブジェクト。 |
| ワークフロー                    | 他のすべてのシミュレーションオブジェクトをつなぐオブジェクト。プロセスの流れやワークアイテムの移動を表す。 |

Simul8では、コンベア、車両、タンク、パイプといった高度なシミュレーションオブジェクトも使用可能である。また、バリューストリームマッピングやBPMNオブジェクトなどを使用することで、他の形式のシミュレーションも可能。主に離散事象を扱うシミュレーションツールであるが、連続的なシミュレーションやエージェントベースのシミュレーション機能も備えている。

## 代表的な設定パラメータとシミュレーション結果
代表的な設定パラメータ
- サイクルタイム
- 到着率、注文率
- 生産速度
- 各生産設備の容量
- 各生産設備の生産速度
- 各生産設備の故障率、修理時間

シミュレーション結果として得られるデータ
- 生産設備の利用率
- ボトルネックの特定
- 生産システムのパフォーマンス
- 在庫レベル

## 活用分野
SIMUL8は、作業の流れを伴うあらゆるプロセスのシミュレーションに使用できる。主な活用分野は、製造業、医療、コールセンター、自動車産業、サプライチェーンである。
SIMUL8のその他の用途
- ライン生産モデルや生産中のマテリアルフローモデルなどの製造システム
- 貯蔵、製造、出荷間の物資操作のモデル、可搬型保管システムのモデル、流通センターの物流サービスのモデルなどの論理システム
- 受注モデルなどの管理ワークフロー
- 顧客サービスシステム(銀行、コールセンター、ハイパーマーケットキャッシュデスクにおける顧客対応システムなど)

## クラウド版Simul8
Simul8は、クラウドに完全対応したシミュレーションツールであり、シミュレーションの構築、実行、共有をオンラインで行うことができる。クラウド版はデスクトップ版と同じ機能を有しており、デスクトップ版で利用できる機能はすべてクラウド版でも利用できる。クラウド版のユーザーはソフトウェアをインストールせずにシミュレーションを行うことができ、オンラインでシミュレーションを共有できる。Simul8はASP機能も提供しているため、ウェブサイト上のサービスにシミュレーションソフトを組み込むのに最適である。